# Bitka pri Orši
Bitka pri Orši (belorusko Бітва пад Оршай,  Bitva pad Oršaj, litovsko Oršos mūšis, poljsko bitwa pod Orszą, rusko Битва под Оршей, Bitva pod Oršej) je bila bitka med združeno vojsko Poljske in Litve pod poveljstvom litovskega velikega hetmana Konstantina Ostrogskega in vojsko Moskovske velike kneževine pod poveljstvom konjušnika Ivana Čeljadnina in kneza Mihaila Bulgakov-Golica, ki se je dogajala 8. septembra 1514. Bitka  je bila del dolgega niza vojn med Moskvo in Litvo za ozemlje nekdanje Kijevske Rusije.
Po Moskovskih zapiskih (Rerum Moscoviticarum Commentarii) Sigismunda von Herbersteina, primarnega vira podatkov o bitki, je mnogo manjša litovsko-poljska vojska 30.000 mož porazila moskovsko vojsko, ki je štela 80.000 mož, zasedla njen tabor in ujela njenega poveljnika. Sodobni zgodovinarji menijo, da sta števili vojakov sporni.

## Predvečer
Konec leta 1512 je Velika moskovska kneževina začela novo vojno za rusinske dežele Velike litovske kneževine v današnji Litvi, Belorusiji in Ukrajini. Veliki mojster tevtonskih vitezov Albreht I. se je uprl poljski oblasti in ni hotel dati vazalne prisege poljsko-litovskemu kralju Sigismundu I. Staremu, kot je zahteval Drugi torunjski  mir, sklenjen leta 1466. Albrehta I. je podpiral sveti rimski cesar Maksimilijan I.
Najvzhodnejša postojanka Velikega litovske kneževine in ena od najpomembnejših utrdb, ki so varovale kneževino z vzhoda, je bil Smolensk. Trdnjava je odbila več napadov Moskovčanov in se po obleganju močne moskovske vojske julija 1514 vdala. Veliki moskovski knez Vasilij III., spodbujen s tem začetnim uspehom, je ukazal, da vojska nadaljuje pohod v Belorusijo. Vojska je osvojila mesta Kričev, Mstislavl in Dubrovna.
Sigismund I. Stari je medtem zbral 35.000 vojakov, večinoma Poljakov (57%), za vojno proti vzhodni sosedi. Njegova vojska je bila številčno šibkejša od ruske, vendar sestavljana večinoma iz dobro izurjene konjenice.
Poljska ni na bojno polje še nikoli poslala tako velike redne vojske. Redni poljski vojski je poveljeval Janusz Świerczowski, zasebne poljske enote in pomožne enote  pa so bile pod poveljstvom Wojciecha Sempolinskega. Litovsko vojsko kakšnih 15.000 mož sta vodila veliki hetman  Konstantin Ostrogski in hetman Jurij  Radziwiłł. V litovsko-poljski vojski je bilo 32.500 konjenikov in 3.000 pešakov najemnikov. Sigismund je pustil 4.000–5.000 mož v Borisovu in glavnino postavil pod poveljstvo hetmana Ostrogskega. Vojska okoli 30.000 mož se je odpravila proti Moskovčanom.
Na koncu avgusta je bilo več spopadov pri prečkanju rek Berezina, Bobr in Drut. Moskovska vojska se je izogibala velikim konfrontacijam.
Moskovčani so z zanemarljivimi izgubami napredovali na območje med Oršo in Dubrovnom ob reki Krapivni, kjer so postavili tabor. Ivan Čljadnin, prepričan, da bodo morale litovsko-poljske sile prečkati enega od dveh mostov na reki Dneper, je razdelil svoje sile, da bi zavaroval oba prehoda. Vojska Ostrogskega je proti njegovim opričakovnjem prečkala reko bolj severno prek dveh pontonskih mostov in se v noči na 7. september začela pripravljati na odločilno bitko. Hetman Konstantin Ostrogski je na sredino postavil večino svojih 16.000 litovskih konjenikov, na boke pa poljsko pehoto in pomožne čete. Češko in šlezijsko pehoto je razporedil na sredino pred rezervne enote litovske in poljske konjenice.

### Velikost moskovske vojske
Velikost moskovske vojske ostaja nerešeno vprašanje. Litovski viri na splošno navajajo velike številke. Kralj Sigismund je pisal papežu Leonu X. o »hordi Moskovčanov, sestavljeni iz 80.000 mož«. Sigismund je tudi trdil, da je njegova vojska pobila 30.000 Moskovčanov in ujela 46 poveljnikov in 1500 plemičev, ohranjene poljske in litovske listine z imeni zajetih plemičev pa navajajo le 611 mož. Poljski zgodovinar Bohun meni, da gre za nezanesljive Sigismundove propagandne podatke, ki jim ni verjeti. Drug poljski raziskovalec Gembarowicz meni, da je moskovska vojska štela približno 40.000 mož. Če je verjeti številki 70.000–80.000 mož, ostaja vprašanje, zakaj je Sigismund, ki je iz pisem Mihaila Glinskega vedel za moskovsko premoč, pustil v rezervi 5.000 mož ali približno 15% svoje vojske. Moskovske kronike (Novgorodski in Sofijski kodeks) trdijo, da so imeli Litovci številčno premoč.
Ruski zgodovinar A. Lobin je skušal izračunati velikost moskovske vojske v bitki pri Orši na podlagi mobilizacijskih zmogljivosti mest, ki so morala pošiljati meščane na služenje vojaškega roka. Znano je, da so razen bojarskih sinov vladarskega polka vojsko sestavljali meščani iz najmanj 14 mest: Veliki Novgorod, Pskov, Velikije Luki, Kostroma, Murom, Borovsk, Tver, Volok, Roslavl, Vjazma, Perejeslavl, Kolomna, Jaroslavelj in Starodub. Avtor na podlagi podatkov iz dobro dokumentirane kampanje v Polock leta 1563 ocenil, da je bilo v bitki pri Orši 400–500 Tatarov, 200 bojarskih sinov vladarskega polka, 3000 Novgorodcev in Pskovcev in približno 3600 predstavnikov drugih mest, skupaj okoli 2000 mož. Ko je k njim prištel služabnike, bi moskovska vojska lahko imela 13.000-15.000 mož. Ko je od tega števila odštel izgube med kampanjo, dokumentirano število dezerterjev in vojake, ki so ostali kot garnizija v Smolensku, bi število moskovskih vojakov v Orši lahko znašalo le približno 12.000 mož. Njegovo metodo izračuna sta podprla Brian Davies (Univerza Teksas v San Antoniju, ZDA) in ruski zgodovinarji N. Smirnov, A. Pankov, O. Kurbatov, M. Krom, in V. Penskoy.

## Bitka
Ruski napad 8. septembra, se je začel kmalu potem, ko se je zdanilo. Moskovčani so sposkušali obkoliti Poljake z napadom na njihova krila, kjer so bili Poljaki, litovski lahki huzarji in Tatari. Enemu delu klešč napada je poveljeval osebno Čeljadnin, drugega pa je vodil knez Bulgakov-Golica. Začetni napad je spodletel in Moskovčani so se umaknili proti svojim izhodiščnim položajem. Čeljadnin je bil še vedno prepričan, da mu bo razmerje moči skoraj 3:1 v njegovo korist, prineslo zmago. Zaposlen s svojim krilom moskovskih sil je izgubil sled za drugimi sektorji in ni uspel uskladiti obrambe pred protinapadom litovske lahke in poljske težke konjenice, ki je bila do takrat v rezervi.
Litovski in poljski lahki konjeniki in Tatari so napadli sredino moskovskih linij in jo poskušali zazdeliti. V ključnem trenutku se je zdelo, da je poljska konjenica omahnila in se nato umaknila. Moskovčani so jo z vsemi svojimi rezervami konjenice zasledovali, litovski Tatari in poljska konjenica pa so se po nekajminutnem umikanju pred Moskovčani nenadoma obrnili vsak na svojo stran. Moskovska konjenica se je znašla pred topništvom, skritem v gozdu. Ivan Čeljadnin je ukazal umik, ki se je kmalu sprevrgel v paničen beg. Litovska konjenica ga je zasledovala kakšnih pet kilometrov.
Moskovski poraz se pogosto pripisuje ponavljajočim se napakam Ivana Čeljadnina in Mihaila Golice pri usklajevanju operacij.
Sigismund von Herberstein je poročal, da je bilo ubitih 40.000 Moskovčanov. Po podatkih v poljskih kronikah je bilo ubitih 30.000 Rusov. Ujetih je bilo 3.000 Rusov, vključno s Čeljadninom in osmimi poveljniki.  Litovska vojska je zasedla moskovski tabor in zasegla vseh 300 topov.

## Posledice
Ostrogski je s svojo vojsko zasledoval poraženo rusko vojsko in ponovno zavzel  večino predhodno izgubljenih utrdb, vključno z Mstislavljem in Kričevom. Vojaške dejavnosti Moskve so bile ustavljene za štiri leta. Litovske in poljske sile so bile preveč izčrpane, da bi pred zimo oblegale Smolensk, kar pomeni, da so prišle do Smolenska šele konec septembra, kar je Vasiliju III. dalo dovolj časa za pripravo obrambe.
Decembra je hetman Konstantin Ostrogski zmagoslavno vstopil v Vilno. V spomin na zmago sta bili v mestu zgrajeni dve pravoslavni cerkvi: cerkev Svete Trojice in cerkev svetega Nikolaja, ki ostajata med najbolj impresivnimi primeri arhitekture vzhodne pravoslavne cerkve v Litvi. 
Poljsko-litovska država je takoj po zmagi začela zmago izkoriščati za svojo propagando, usmerjeno proti drugim narodom v Evropi, z namenom izboljšanja podobe Poljske-Litve v tujini. V Rim je bilo poslanih več panegiričnih poročil o bitki. Poljsko sporočilo je bilo podobno Bomhoverjevemu: »Moskovčani niso kristjani, so kruti in barbari, so Azijci in ne Evropejci, povezani s Turki in Tatari, da bi uničili krščanstvo.«
Sveti rimski cesar Maksimilijan I., navdušen nad mogočno litovsko in poljsko zmago, je začel na Dunaju mirovna pogajanja z Jagelonci. 22. julija 1515 so bili sklenjeni končni mirovni sporazumi in široka koalicija proti Litvi in Poljski je bila ukinjena.
Vojna med Veliko litovsko kneževino in Moskovsko veliko kneževino je trajala do leta 1520. Leta 1522 je bil podpisan mir, po katerem je bila Litva prisiljena prepustiti Moskvi približno četrtino svojih posesti znotraj dežel nekdanje Kijevske Rusije, vključno s Smolenskom. Mesto so Litovci ponovno zavzeli šele skoraj stoletje pozneje leta 1611. Po mirovnem sporazumu iz leta 1522 je Velika litovska  kneževina poskušala še enkrat napasti Moskvo. Večji vojaški spopadi so trajali še  približno 40 let.

## Sodobni pogledi na bitko
Bitka pri Orši se v Ukrajini slavi kot pomembna zmaga v dolgi zgodovini ukrajinsko-ruskih konfliktov. 14. oktobra 2014 je Narodna banka Ukrajine izdala spominski kovanec ob 500. obletnici bitke. V Rivni se nahaja Ulica oršanske zmage.
Belorusi menijo, da je bitka simbol narodnega preporoda. Mnogi jo vidijo kot dan beloruske vojaške slave. Kadeti Višje vojaške inženirske šole v Minsku in Vojaške poveljniške šole v Minsku, ki sta zdaj združeni v Vojaško akademijo Belorusije, so svojo vojaško prisego zvestobe oboroženim silam Belorusije prvič izrekli prav 8. septembra 1992 na 478. obletnico bitke. Prisega je bila izrečena na  Trgu neodvisnosti v navzočnosti obrambnega ministra Pavla Pavloviča Kozlovskega. Poskuse oživitve pozitivnega stališča države do bitke so državni organi zatrli. Septembra 2005 so bili po ukazu predsednika Aleksandra Lukašenka štirje člani beloruske nacionalne fronte kaznovani s skoraj 4 milijoni rubljev vsak (1500 evrov) zaradi praznovanja 491. obletnice bitke.
Na Spomeniku neznanemu junaku v Varšavi je v spomin na bitko pri Orši napis »ORSZA 8 IX 1514«.